# Kaltenberger Ritterturnier
Kaltenberger Ritterturnier (Kaltenberger Ridderturnering) er et middelaldermarked og ridderturnering, der afholdes hvert år på Schloss Kaltenberg i byen Geltendorf i Bayern, Tyskland. Festivalen har været afholdt siden 1979, og med sine omkring 120.000 besøgende hvert år er det et af de største middelaldermarkeder i verden.
Der opbygges en stor arena med plads til omkring 10.000 siddende og 3.000 stående tilskuere.